# Corneel Mertens (BRT)
Corneel Mertens (Berchem, 1 november 1912 – Brussel, 6 december 1979) was een Belgisch organist, muziekpedagoog en radiomedewerker.
Hij kreeg zijn muziekopleiding aan het Lemmensinstituut te Mechelen en het Koninklijk Vlaams Conservatorium Antwerpen. Zo haalde hij in 1930 een eerste prijs in notenleer, in 1935 voor harmonieleer en orgel. Hij studeerde voorts in 1937/1938 nog een leerjaar aan de Vrije Universiteit Brussel, maar dan in muziekgeschiedenis. Het jaar daarop studeerde hij kunstgeschiedenis en oudheidkunde aan de Rijksuniversiteit Gent. Er was een kortstondige aanstelling als organist aan de Christus Koningkerk te Antwerpen.
Vanaf 1 mei 1939 ging hij aan de slag als diensthoofd ernstige muziek bij de Nationaal Instituut voor de Radio-omroep (NIR) en maakte de overgang mee naar de BRT. In 1961 kreeg hij daar een aanstelling als programmadirecteur en maakte de splitsing mee in Radio 1, Radio 2, en Radio 3. Bij die laatste, de voorloper van Klara, probeerde hij door middel van muziekprogrammering modernere componisten te promoten en haalde componisten als Benjamin Britten en Darius Milhaud ook wel naar de studio. Ook gaf hij ruimte aan het door hem mede opgerichte IPEM (Instituut voor psychoakoestiek en elektronische muziek van 1963 tot 1986), een samenwerking tussen de Rijksuniversiteit Gent en de BRT. Vanaf 1967 combineerde hij die functie met het docentschap aan het Koninklijk Conservatorium Brussel (muziekgeschiedenis) en vanaf 1974 probeerde hij ouderen via de Vrije Universiteit Brussel te stimuleren binnen de klassieke muziek.
Gedurende zijn leven was hij betrokken bij instanties als het Antwerps Bachgezelschap, Gents Orgelcentrum, Naderlandse Kameropera en de Tongerse Basilicaconcerten. Anderszins verzorgde hij klankregie bij openluchtspelen in de jaren rond 1950. Hij organiseerde concerten en schreef muzikale bijdragen aan tijdschriften en presenteerde radioprogramma’s. Van zijn hand verscheen in 1967 Hedendaagse muziek in België. Hij geldt in 1949 als de herontdekker van componist Robert Herberigs die op een muzikaal zijspoor was beland, maar mede door Mertens een opdracht kreeg tot het schrijven van Lam Godsspel.
K. Aerts verzorgde een "In memoriam Corneel Mertens" in een BRT-uitzending.